# 1969 en photographie
| Années de la photographie : 1966 - 1967 - 1968 - 1969 - 1970 - 1971 - 1972    |
| Décennies de la photographie : 1930 - 1940 - 1950 - 1960 - 1970 - 1980 - 1990 |

Cet article présente les faits marquants de l'année 1969 en photographie.

## Événements
- 21 juillet : les astronautes américains de la mission Apollo 11 prennent les premières photographies depuis le sol de la Lune ; Neil Armstrong photographie Buzz Aldrin avec un appareil photo Hasselblad 500EL de 70 mm spécialement modifié.

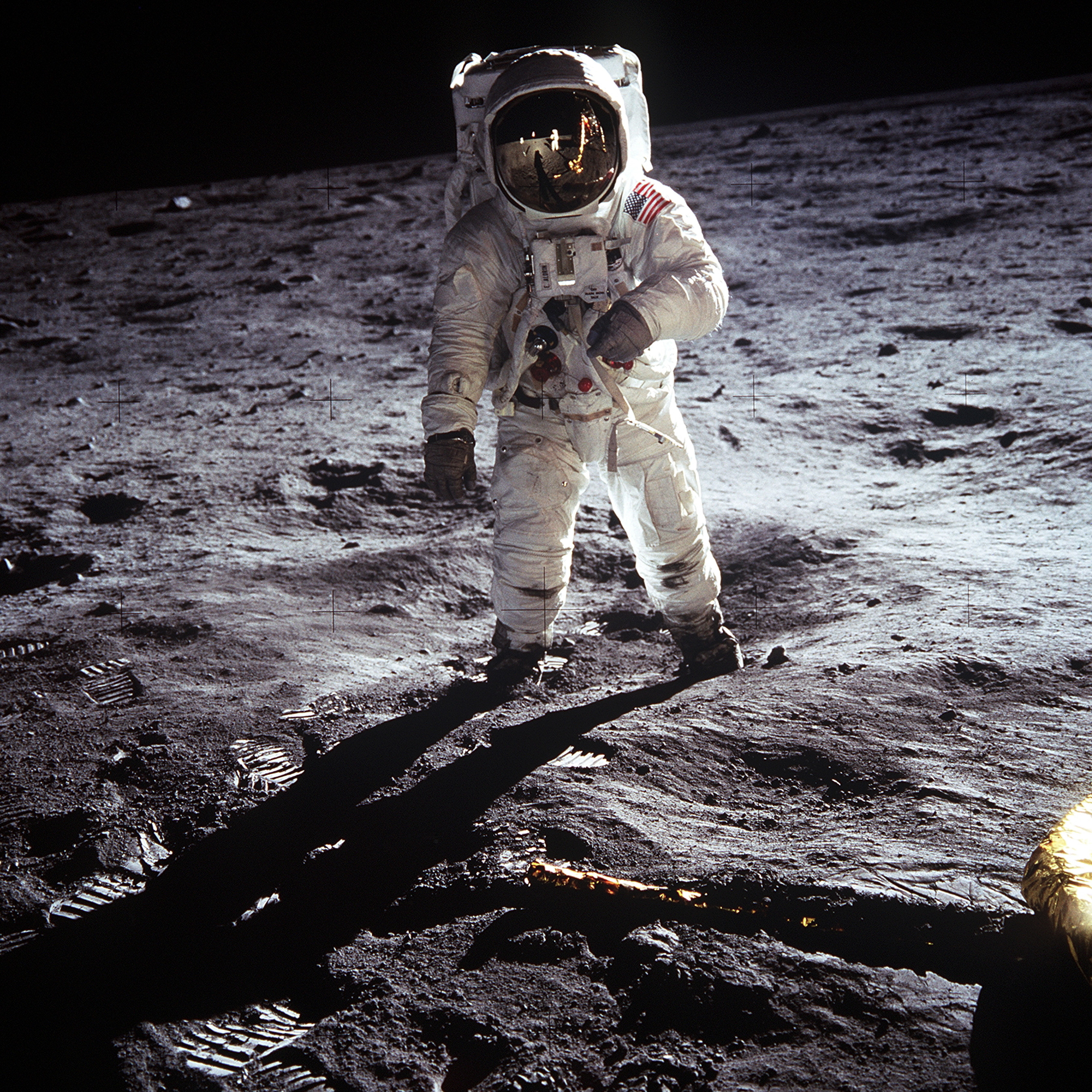
Neil Armstrong, photographie de Buzz Aldrin marchant sur la Lune, 20 juillet 1969.

- août : le magazine japonais de photographie Provoke après trois numéros ; malgré sa courte vie, cette publication d'avant-garde a exercé une influence majeure sur la photographie japonaise[1].
- Ouverture du Musée finlandais de la photographie à Helsinki.
- Création en France de la maison d'édition Marval spécialisée dans la phographie.
- La chaîne de magasins française Fnac crée les Galeries Fnac, une centaine de galeries d’expositions consacrées à la photographie en France, en Europe, au Brésil et à Taïwan ; elles permettent de sensibiliser les professionnels, les amateurs et le grand public à l’expression photographique à une époque où la photographie s’expose encore rarement dans les musées[2].
- Les physiciens Willard Boyle et George E. Smith inventent le capteur photographique CCD, un circuit semiconducteur à imagerie, qui équipera les appareils photographiques et caméras numériques.
- La firme japonaise Asahi-Pentax commence la commercialisation du Pentax 6x7, un appareil photographique argentique moyen-format, en version 6x7[3].

## Livres de photographies
- Robert Frank, (en) The Americans (préface de Jack Kerouac), New York, Grossman Publishers, coll. « An Aperture Book » (version revisitée et complétée de l'édition de 1958).
- Paul Strand, (en) Living Egypt, texte de James Aldridge, New York, Horizon Press.
- Garry Winogrand, (en) The Animals (postface de John Szarkowski), New York, The Museum of modern Art.

## Expositions
- juin - septembre : le photographe John Craven est chargé par Jean Vilar de l'exposition d'art contemporain "L'Œil écoute" du festival d'Avignon et y présente notamment 500 photographies projetées au mur de 9 artistes dont Edouard Boubat, Jean Dieuzaide, Robert Doisneau et Jacques Henri Lartigue.
- 17 novembre - 28 décembre : French primitive photography, Philadelphia Museum of Art, Philadelphie, commissaire d'exposition André Jammes[4].

## Prix et récompenses
- Prix Niépce :  Jean-Pierre Ducatez.
- Prix Nadar : (de + fr + en) Erwin Fieger (préf. Helmut Gernsheim), 13 Photo-Essays, Düsseldorf, Accidentia Druck-und Verlag, 1969, 240 p.
- Médaille David-Octavius-Hill : Liselotte Strelow.
- Prix culturel de la Société allemande de photographie : Herbert Bayer et Hellmut Frieser.
- Prix Pulitzer de la photographie d'actualité : Eddie Adams pour la photographie prise le 1er février 1968 de l'exécution sommaire, dans une rue de Saïgon, d'un prisonnier vietcong, Nguyễn Văn Lém, par le chef de la police du Sud du Viêt Nam, Nguyễn Ngọc Loan, lors de la guerre du Viêt Nam.
- Prix Pulitzer de la photographie d'article de fond : Moneta Sleet Jr. pour la photographie publiée dans le magazine Ebony de la veuve et du fils de Martin Luther King lors de funérailles de ce dernier.
- Prix Robert Capa Gold Medal : un photographe tchèque anonyme P. P. (son nom, Josef Koudelka, sera révélé ultérieurement), pour Look. A Death to Remember et ses photographies de la répression du Printemps de Prague[5].
- Prix de la Société de photographie du Japon / prix annuel : Société des photographes professionnels du Japon, Kenzō Nakajima.
- World Press Photo de l'année : Hanns-Jörg Anders, pour la photographie prise lors du conflit nord-irlandais d'un Irlandais catholique portant un masque à gaz devant un mur avec le graffiti « Nous voulons la paix »[6].

## Naissances
- 8 mars : Regina Virserius, photographe suédoise.
- 2 avril : Régis Colombo, photographe suisse.
- 7 mai : Marc Rylewski, photographe et vidéaste français.
- 15 juin : Dirk Braeckman, photographe belge.
- 9 août : Stéphane Noël, artiste photographe belge, connu pour son travail à la gomme bichromatée, un procédé de tirage photographique datant du milieu du XIXe siècle.
- 14 octobre : Christophe Agou, un photographe documentaire français, mort le 16 septembre 2015.
- 18 octobre : Monique Velzeboer, patineuse de vitesse néerlandaise reconvertie photographe après un accident.
- 22 octobre : Guy Veloso, photographe documentaire brésilien.
- Date précise inconnue ou non renseignée :
  - Narelle Autio, photographe australienne, lauréate du prix Oskar-Barnack en 2002.
  - Lara Baladi, photographe et artiste multimédia égypto-libanaise.
  - Eric Grigorian, photographe iranien naturalisé américain.
  - Mat Hennek, photographe allemand.
  - Steven Kazlowski, photographe américain de paysages.
  - Justine Kurland, photographe d'art américaine.
  - Loretta Lux, photographe allemande.
  - Alec Soth, photographe américain, prix de la publication Infinity Award en 2011.
  - Brent Stirton, photojournaliste sud-africain.
  - Alessandra Tesi, photographe italienne.
  - Stephan Vanfleteren, photographe belge.

## Décès
- 26 janvier : Mark Shaw, photographe américain, né le 25 juin 1921.
- 4 février : Fernand Bignon, photographe français, né le 8 août 1888.
- 13 février : Sidney Cotton, inventeur, aviateur et photographe australien, né le 17 juin 1894.
- 4 mars : Ben Shahn, peintre et photographe russe naturalisé américain, né le 12 septembre 1898.
- 3 avril : Adele Younghusband, peintre et photographe néo-zélandaise, née le 3 avril 1878.
- 10 mai : Éli Lotar, photographe et cinéaste français d'origine roumaine né le 30 janvier 1905.
- 20 juin : Rudolf Schwarzkogler, artiste performeur et photographe autrichien associé à l'actionnisme viennois, né le 13 novembre 1940.
- 4 juillet : Erwin Blumenfeld, photographe allemand naturalisé américain, né le 26 janvier 1897.
- 8 juillet : Émile Gos, photographe suisse vaudois, né le 8 août 1888.
- 7 septembre : Arthur Benda, photographe allemand, né le 23 mars 1885.
- 15 septembre : Daniel Masclet, photographe et théoricien de la photographie français, né le 1er avril 1892.
- novembre : Margaret Watkins, photographe canadienne, née le 8 novembre 1884.
- 29 décembre : Gotthard Schuh, photographe suisse, né le 22 décembre 1897.

## Célébrations
Centenaire de naissance
- Georges-Louis Arlaud
- Zaida Ben-Yusuf
- Ferdinand Bernède
- Anne Brigman
- Signe Brander
- Noé Chabot
- Lallie Charles
- Gustavo Freudenthal
- Arnold Genthe
- Gregorio González Galarza
- Richard Paraire
- Antoine Poidebard
- Arthur Tacquin
- André Taponier

Centenaire de décès
- Roger Fenton
- Edmond Fierlants
- Alexine Tinne